# Karl Schottenloher
Karl Schottenloher (* 11. Januar 1878 in Rodau / Regensburg; † 30. Juli 1954 in München) war ein deutscher Bibliothekar.

## Leben
Karl Schottenlohers Vater Georg Schottenloher war Gutsbesitzer. Karl Schottenloher studierte Geschichte und Realien in München und Berlin und wurde 1903 in München promoviert. Im selben Jahr begann er sein Volontariat an der Bayerischen Staatsbibliothek. 1904 wurde er Assistent an der Staatsbibliothek Bamberg, 1908 kehrte er dann an die Bayerische Staatsbibliothek zurück, wo er bis 1928 bis zum Leiter der Katalogabteilung aufstieg. Er war bis zu seiner Pensionierung 1938 im Bibliotheksdienst.
Schottenloher war Bibliograph und Erforscher des Buch- und Bibliothekswesens. Insbesondere beschäftigte er sich mit den ältesten und wertvollsten Drucken der Münchner Inkunabelsammlung. Er verfasste zahlreiche buchhistorische Veröffentlichungen dazu und zur Buch- und Druckgeschichte. Sein Hauptwerk ist die siebenbändige Bibliographie zur deutschen Geschichte im Zeitalter der Glaubensspaltung 1517–1585.
Er war Mitglied der katholischen Studentenverbindungen KDStV Aenania München (ab 1898) und KAV Suevia Berlin.
Sein Sohn war der Archivar Otto Schottenloher.

## Veröffentlichungen (Auswahl)
Bibliographie: Otto Schottenloher: Veröffentlichungen von Karl Schottenloher. In: Festgabe der Bayerischen Staatsbibliothek für Karl Schottenloher, München 1953, S. 47–58.
- Die Bedeutung der Bibliotheken für das geistige Leben. In: Die Wahrheit, Bd. 11 (1905), S. 106–113 und S. 166–175.
- Georg von Frundsberg und die Eroberung Roms durch die kaiserliche Armee im Jahre 1527. In: Die Wahrheit 40. 1906, S. 108–116 und 139–145.
- Bamberger Privatbibliotheken aus alter und neuer Zeit; Vortrag bei der VIII. Versammlung deutscher Bibliothekare in Bamberg am 24. Mai 1907. In: Zentralblatt für Bibliothekswesen, Bd. 24 (1907), Heft 8/9, S. 417–460.
- Die Buchdruckertätigkeit Georg Erlingers in Bamberg von 1522 bis 1541 (1543); ein Beitrag zur Geschichte der Reformationszeit. Haupt, Leipzig 1907.
- Jakob Ziegler und Adam Reissner; eine quellenkritische Untersuchung über eine Streitschrift der Reformationszeit gegen das Papsttum. Wolf, München 1908.
- Schicksale von Büchern und Bibliotheken im Bauernkrieg. In: Zeitschrift für Bücherfreunde; 12,10, 1909, S. 369–408.
- Die Entwickelung der Buchdruckerkunst in Franken bis 1530. Stürtz, Würzburg 1910.
- zusammen mit Martin Richter: Jakob Ziegler aus Landau an der Isar. Ein Gelehrtenleben aus der Zeit des Humanismus und der Reformation. Aschendorff, Münster i.W. 1910.
- Das alte Buch. R. C. Schmidt, Berlin 1919.
- Hrsg.: Tagebuchaufzeichnungen des Regensburger Weihbischofs Dr. Peter Krafft von 1500–1530. Aschendorff, Münster i.W. 1920.
- Das Regensburger Buchgewerbe im 15. und 16. Jahrhundert mit Akten und Druckverzeichnis. Verlag der Gutenberg-Gesellschaft, Mainz 1920.
- Philipp Ulhart: ein Augsburger Winkeldrucker und Helfershelfer der Schwärmer und Wiedertäufer 1523–1529. Datterer, München; Freising 1921 (Historische Forschungen und Quellen; 4).
- Die liturgischen Druckwerke Erhard Ratdolts aus Augsburg 1485–1522; Typen- und Bildproben. Verlag der Gutenberg-Gesellschaft, Mainz 1922.
- Flugblatt und Zeitung. Ein Wegweiser durch das gedruckte Tagesschrifttum. Schmidt, Berlin 1922.
- Der Münchner Buchdrucker Hans Schobser 1500–1530; mit einem Anhang: Wer ist Johann Locher von München? Wer ist Johann Locher von München?. Verlag der Münchner Dr., München 1925.
- Die Eule im Buchschmuck des 16. Jahrhunderts. In: Aloys Ruppel (Hrsg.): Gutenberg Festschrift zur Feier des 25jährigen Bestehens des Gutenbergmuseums in Mainz. Gutenberggesellschaft, Mainz 1925, S. 97–102.
- Pfalzgraf Ottheinrich und das Buch. Ein Beitrag zur Geschichte der evangelischen Publizistik; mit Anhang: Das Reformationsschrifttum in der Palatina. Aschendorff, Münster i.W. 1927.
- Flugschriften zur Ritterschaftsbewegung des Jahres 1523. Aschendorff, Münster i.W. 1929.
- Die Landshuter Buchdrucker des 16. Jahrhunderts mit einem Anhang: Die Apianusdruckerei in Ingolstadt. Verlag der Gutenberg-Gesellschaft, Mainz 1930.
- Die Anfänge der neueren Bibliographie. In: Albert Hartmann (Hrsg.): Festschrift für Georg Leidinger, zum 60. Geburtstag am 30. Dez. 1930. Schmidt, München 1930, S. 233–240.
- Bibliographie zur deutschen Geschichte im Zeitalter der Glaubensspaltung 1517–1585 / im Auftrag der Kommission zur Erforschung der Geschichte der Reformation und Gegenreformation hrsg. von Karl Schottenloher. 7 Bände, Hiersemann, Leipzig u. a. 1935–1966. 2. Aufl. mit Erscheinungsort Stuttgart.
- Zeittafel zur deutschen Geschichte des sechzehnten Jahrhunderts. Hiersemann, Leipzig 1939.
- Die Bayern in der Fremde. Beck, München 1950.
- Bücher bewegten die Welt, 2 Bände, Stuttgart 1951–1952.
- Die Widmungsvorrede im Buch des 16. Jahrhunderts. Aschendorff, Münster i.W. 1953.